# Grzybnica (przystanek kolejowy)
Grzybnica – zlikwidowany przystanek kolejowy w Grzybnicy (nieistniejąca miejscowości w gm. Stepnica), w Polsce, w województwie zachodniopomorskim, w powiecie goleniowskim, w gminie Goleniów. Położony był przy linii kolejowej numer 401. 